# Sparodon durbanensis
Genre
Espèce
Statut de conservation UICN

 NT  : Quasi menacé
La Spare broyeuse (Sparodon durbanensis) est une espèce de poissons marins de la famille des Sparidae. C'est la seule espèce du genre Sparodon.

## Répartition et habitat
Cette espèce est endémique d'Afrique du Sud, elle évolue jusqu’à 20 m de profondeur..

## Alimentation
Les adultes se nourrissent de mollusques, d'oursins, de chlorophytes, de crustacés et de polychètes. Les juvéniles se nourrissent de gastéropodes, de bivalves et d'ascidies.